# يواكيم أنطونيو دي أغيار
يواكيم أنطونيو دي أغيار هو وزير وعسكري وسياسي برتغالي، ولد في 24 أغسطس 1792 في قلمرية في البرتغال، وتوفي في 26 مايو 1884 في لشبونة في البرتغال. نشط حزبياً في Regenerator Party ‏.